# HMS Caesar (1793)
El HMS Caesar fue un navío en línea de 80 cañones perteneciente a la Marina Real Británica, botado el 16 de noviembre de 1793 en Plymouth. El diseño original de este navío fue obra de Sir Edward Hunt y no volvió a ser utilizado en la construcción de ningún otro buque. De acuerdo con los estándares británicos, quedó categorizado como navío de tercera clase.
El Caesar participó en la batalla de Algeciras donde murió su capitán William Graves.
En 1805 fue el buque insignia en la Batalla del Cabo Ortegal donde bajo el mando del capitán Sir Richard Strachan se enfrentó y capturó a la flota francesa liderada por Pierre-Étienne-René-Marie Dumanoir.